# Eerste klasse 2013-14 (basketbal België)
Seizoen 2013-2014 van de Ethias League, de hoogste basketbalklasse in België, telt tien clubs en eindigt met play-offs in juni. De Ethias League 2013-14 startte in het weekend van 1 oktober.
De reeks bestaat dit jaar uit 10 ploegen, in plaats van 9, de gepromoveerde teams uit de tweede divisie zijn Kangoeroes Basket Willebroek en Excelsior Brussel

## Teams
De tien teams voor het seizoen 2013-14 waren:
1. Telenet Oostende
2. Stella Artois Leuven Bears
3. Spirou Charleroi
4. Antwerp Giants
5. Belfius Mons-Hainaut
6. Belgacom Liège Basket
7. Okapi Aalstar
8. Royal BC Verviers-Pepinster
9. Kangoeroes Basket Willebroek
10. Excelsior Brussel

## Eindklassement
Er wordt gewerkt met percentages, namelijke hoeveel matchen een team procentueel heeft gewonnen ten opzichte van het aantal matchen dat het team heeft gespeeld. In de eerste kolom zie je het aantal gewonnen en verloren matchen, in kolom twee het percentage gewonnen matchen.
Vet=geplaatst voor play-offs.
| 1. Telenet Oostende              |
| 2. Belfius Mons-Hainaut          |
| 3. Spirou Charleroi              |
| 4. Belgacom Liège Basket         |
| 5. Okapi Aalstar                 |
| 6. Antwerp Giants                |
| 7. Stella Artois Leuven Bears    |
| 8. Excelsior Brussel             |
| 9. Royal BC Verviers-Pepinster   |
| 10. Kangoeroes Basket Willebroek |